# Hoofdklasse schaken 1964/65
In het Hoofdklasse-seizoen 1964/65 streden acht teams van schaakverenigingen om het clubkampioenschap van Nederland. Het Vereenigd Amsterdamsch Schaakgenootschap werd voor de 23e keer, en de laatste keer in de geschiedenis van de club, landskampioen van Nederland.

## Eindstand en kruistabel
| Pl. | Team                          | MP | BP  | 1. | 2. | 3. | 4. | 5. | 6. | 7. | 8. |
| --- | ----------------------------- | -- | --- | -- | -- | -- | -- | -- | -- | -- | -- |
| 1.  | VAS                           | 13 | 41  | -- | 5  | 5½ | 7  | 5½ | 5½ | 6  | 6½ |
| 2.  | Philidor Leeuwarden           | 11 | 39½ | 5  | -- | 6  | 5  | 5½ | 5  | 6  | 7  |
| 3.  | Schaakclub Utrecht (P)        | 8  | 36½ | 4½ | 4  | -- | 6  | 5½ | 6½ | 4  | 6  |
| 4.  | Amsterdamsche Schaakclub (K)  | 7  | 33½ | 3  | 5  | 4  | -- | 5½ | 3½ | 6½ | 6  |
| 5.  | Bussums Schaakgenootschap (P) | 6  | 38  | 4½ | 4½ | 4½ | 4½ | -- | 5½ | 6½ | 8  |
| 6.  | Schaakvereniging Rotterdam    | 5  | 34  | 4½ | 5  | 3½ | 6½ | 4½ | -- | 4½ | 5½ |
| 7.  | Discendo Discimus             | 4  | 30  | 4  | 4  | 6  | 3½ | 3½ | 5½ | -- | 3½ |
| 8.  | Eindhovense SV                | 2  | 27½ | 3½ | 3  | 4  | 4  | 2  | 4½ | 6½ | -- |

Eerste klasse

1920/21 · 1921/22 · 1922/23 · 1923/24 · 1924/25 · 1925/26 · 1926/27 · 1927/28 · 1928/29 · 1929/30 · 1930/31 · 1931/32 · 1932/33 · 1933/34 · 1934/35 · 1935/36 · 1936/37 · 1937/38 · 1938/39 · 1939/40 · 1940/41 · 1941/42
Hoofdklasse

1942/43 · 1943/44 · 1944/45 · 1945/46 · 1946/47 · 1947/48 · 
1948/49 · 1949/50 · 1950/51 · 1951/52 · 1952/53 · 1953/54 · 1954/55 · 1955/56 · 1956/57 · 1957/58 · 1958/59 · 1959/60 · 1960/61 · 1961/62 · 1962/63 · 1963/64 · 1964/65 · 1965/66 · 1966/67 · 1967/68 · 1968/69 · 1969/70 · 1970/71 · 1971/72 · 1972/73 · 1973/74 · 1974/75 · 1975/76 · 1976/77 · 1977/78 · 1978/79 · 1979/80 · 1980/81 · 1981/82 · 1982/83 · 1983/84 · 1984/85 · 1985/86 · 1986/87 · 1987/88 · 1988/89 · 1990/91 · 1991/92 · 1992/93 · 1993/94 · 1994/95 · 1995/96
Meesterklasse

1996/97 · 1997/98 · 1998/99 · 1999/00 · 2000/01 · 2001/02 · 2002/03 · 2003/04 · 2004/05 · 2005/06 · 2006/07 · 2007/08 · 2008/09 · 2009/10 · 2010/11 · 2011/12 · 2012/13 · 2013/14 · 2014/15 · 2015/16 · 2016/17 · 2017/18· 2018/19 · 2019/20 · 2020/21 · 2021/22 · 2022/23 · 2023/24 · 2024/25